# Çanakpınar, Tomarza
Çanakpınar là một xã thuộc huyện Tomarza, tỉnh Kayseri, Thổ Nhĩ Kỳ. Dân số thời điểm năm 2008 là 307 người.